# Богатырёво (Минский район)
Богатырёво (бел. Багатыро́ва) — деревня в Минском районе Минской области Республики Беларусь. В составе Щомыслицкого сельсовета.
Рядом расположена грузовая станция.

## География
В 11 км от Минска, рядом автомобильная дорога Н8931.
Ближайшие населённые пункты в 1 км Антонишки, Озерцо, в 2 км Дворицкая Слобода, Новый Двор.

## Население

### Численность
- 2009 год — 104 жителя

### Динамика
- 1999 год — 160 человек (перепись населения)
- 2009 год — 104 жителя (перепись населения)

## Улицы
- Железнодорожная
- Магистральная
- Садовая
- Южная и др.